# Ivo Zupan
Ivo Zupan (ur. 1 sierpnia 1956 w Jesenicach) – jugosłowiański skoczek narciarski. Najlepsze wyniki w Pucharze Świata osiągnął w sezonie 1979/1980, kiedy zajął 85. miejsce w klasyfikacji generalnej. Punktował tylko w jednym konkursie – 26 stycznia 1980 zajął 10. miejsce w konkursie w Zakopanem.

## Puchar Świata w skokach narciarskich

### Miejsca w klasyfikacji generalnej
- sezon 1979/1980: 85